# Вен, Йерун ван (пианист)
Йерун ван Вен (нидерл. Jeroen van Veen; 2 мая 1969, Хервен и Ардт, Гелдерланд, Нидерланды) — нидерландский и американский пианист и композитор, руководитель Фонда Симеона тен Хольта. Также является арт-директором международного конкурса фортепианных дуэтов Murray Dranoff.
Записал более 110 дисков. Исполняет в основном музыку композиторов-минималистов. Его сольное творчество также можно отнести к минимализму. Но музыка командных проектов ван Вена, таких как The International Piano Quartet, Piano Mania и DJ Piano, содержит в себе элементы и других музыкальных направлений: джаза, техно и транса.
Ван Вен часто даёт семейные концерты. Выступает либо в дуэте с женой Сандрой ван Вен, либо в дуэте с братом.

## Биография
Играть на фортепиано начал в 7 лет. Учился в Утрехтской консерватории вместе с Хоконом Эустбё. Концертировать начал в 1988 году. В разное время играл в составе оркестров под руководством Говарда Уильямса, Петера Этвёша, Роберта Крафта, Нила Сталберга. Делал записи для нидерландских и американских радиостанций, московского телевидения. Первый диск выпустил в 1992 году в дуэте с братом. Через несколько лет они вместе выступили на четвёртом конкурсе фортепианных дуэтов Murray Dranoff, в Майами, где завоевали бронзовый приз, уступив победу российско-израильскому дуэту Захаровых и немецкой паре Мертон и Бецнер.
Записал более 110 дисков, которые выходили на различных лейблах: Mirasound, Entertainment One Music, Naxos Records и Brilliant Classics. А также под маркой PIANO, собственной студии ван Вена, на которой выпускались также диски Симеона тен Хольта, Джудит Джобс, Марселя Бергмана, Арво Пярта и других. Одной из самых заметных работ ван Вена является серия дисков, посвящённых минималистам, в первую очередь Филипу Глассу. Первоначально серия, вышедшая под названием Minimal Piano Collection, содержала 9 дисков. Однако позже пианист выпустил ещё 11 сборников. На одном из них можно услышать композицию Фридриха Ницше. В 2015 году записал новую серию музыкальных дисков, на которых исполняет произведения Людовико Эйнауди. А в 2016 году выпустил сборник произведений Макса Рихтера
Музыкант активно занимается общественной деятельностью. Он возглавляет несколько общественных фондов, например Фонд Симеона тен Хольта. А также является арт-директором нескольких конкурсов пианистического мастерства — Murray Dranoff (Майами), Международного студенческого конкурса пианистов в Утрехте, фестиваля «Остинато» в Велдховене. Поддерживает тесные отношения с Новосибирским камерным оркестром Новосибирской государственной филармонии; сопровождал их во время гастролей по Нидерландам. Вместе они записали диск произведений Антонина Дворжака. Сам выступал на российских площадках, играя музыку Эрика Сати и Дариуса Мийо под перестук чечётки. Осуществил ряд премьер произведений Симеона тен Хольта (таких как «Canto Ostinato» и «Incantatie IV») в России совместно с Алексеем Любимовым, Алексеем Зуевым, Вячеславом Попругиным и другими музыкантами.

## Творчество
Как композитор, Йерун ван Вен предпочитает работать в духе минимализма. Алан Суонсон из журнала Fanfare назвал ван Вена ведущим современным представителем минимализма в Нидерландах. Однако творчество автора выходит далеко за рамки этого направления и соединяет в себе элементы джаза, поп-музыки, техно, транса и блюза. Хорошие способности пианиста также отмечены критикой. Записанный диск произведений Эрика Сати получил высшую оценку в обзоре сайта Classics today и был рекомендован всем поклонникам творчества французского композитора.

## Сочинения
- Culemborg City Soundscape (2002)
- Weeshuis Soundscape (2005)
- Words on Kindness (2006)
- 12 Minimal Preludes, Часть первая (1999—2003)
- 12 Minimal Preludes, Часть вторая (2004—2006)
- In de Doelen (2006)
- Танго для Амалии, Алексии и Арианы (2007)
- Incanto nr 1 (2011)
- Snake it easy
- Draughts
- Аранжировки произведений Антонина Дворжака (записаны Новосибирским камерным оркестром под руководством Александра Полищука и при участии ван Вена)
- Pianomania